# Mary Island (Western Australia)
Mary Island är en ö i Australien. Den ligger i delstaten Western Australia, omkring 2 300 kilometer nordost om delstatshuvudstaden Perth. Arean är 9,9 kvadratkilometer. Den sträcker sig 4,5 kilometer i nord-sydlig riktning, och 4,5 kilometer i öst-västlig riktning.
Trakten runt Mary Island består i huvudsak av gräsmarker. Trakten runt Mary Island är nära nog obefolkad, med mindre än två invånare per kvadratkilometer. Savannklimat råder i trakten. Genomsnittlig årsnederbörd är 1 438 millimeter. Den regnigaste månaden är januari, med i genomsnitt 365 mm nederbörd, och den torraste är juni, med 1 mm nederbörd.